# Santiago Matatlan
Santiago Matatlán, és una població situada a les valls centrals de l'estat d'Oaxaca, a Mèxic. S'hi conrea, com a part primordial el blat de moro, o l'atzavara que més tard s'envia a les destil·ladores al poblat de Santiago Matatlan Tlacolula, i després a les fàbriques de mescal.

## Economia
Actualment Santiago Matatlàn és coneguda com la "Capital mundial del mescal" i la població depèn econòmicament de la producció de mescal i del procés de cultiu del maguey mescaler (Agave potatorum). Les normes nacionals que certifiquen la producció del mescal determinen que aquests' ha de comercialitzar amb 45 a 48 graus d'alcohol com a mínim. No obstant això, es produeixen diferents tipus de mescal de fins a 60 graus d'alcohol per al consum local.

## Toponímia
Santiago Matatlán és un nom derivat dels vocables del náhuatl; Matlatl, que vol dir xarxa i Tlan que vol dir lloc, per tant Matlatlan significaria lloc prop de xarxes.

## Galeria

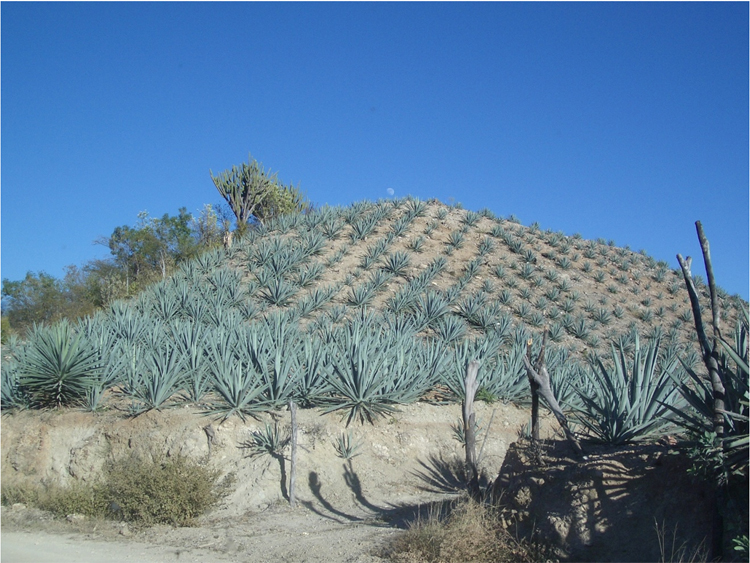
Paisatge típic de Santiago
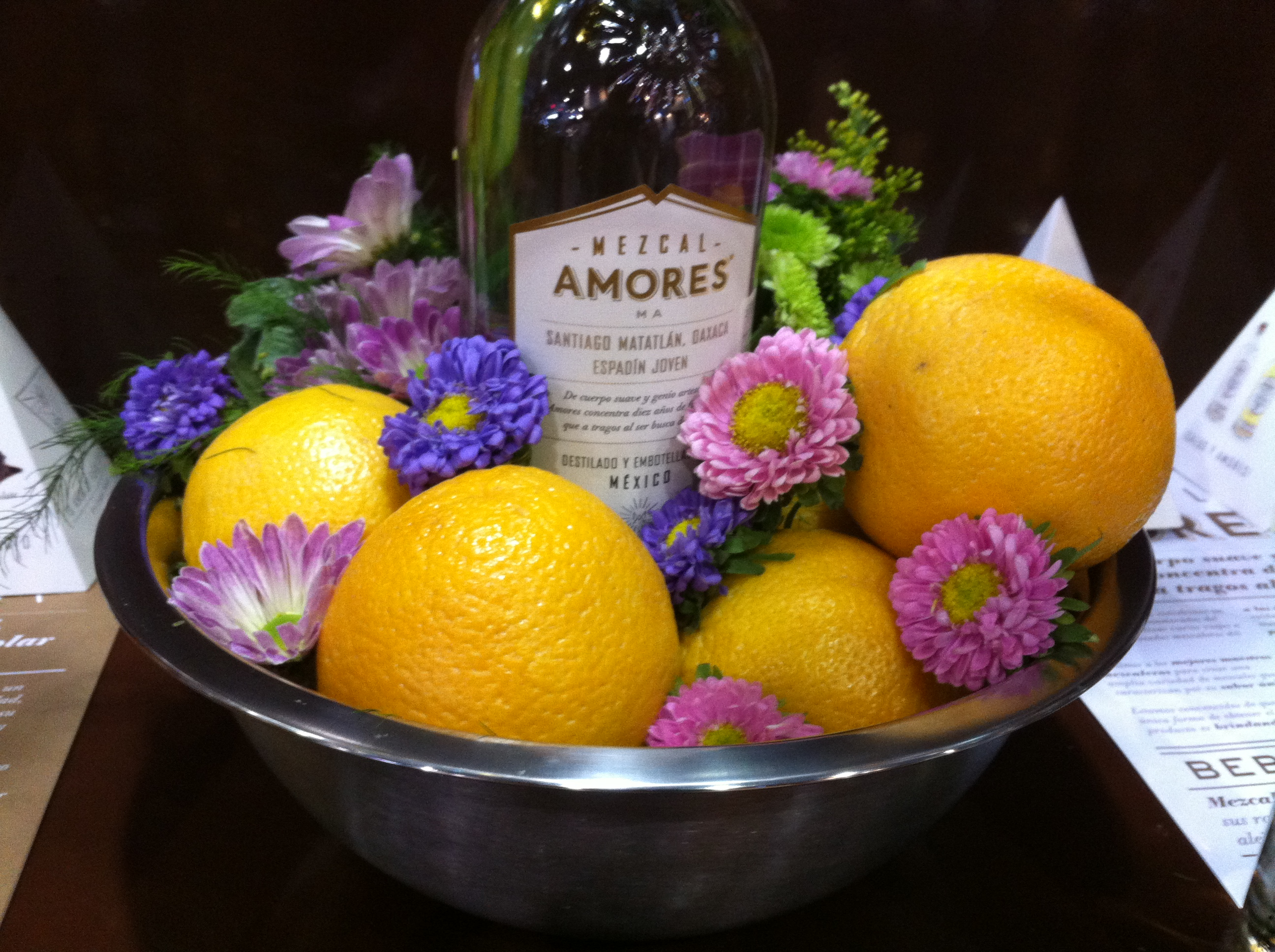
Mescal de Santiago Matatlán, Oaxaca
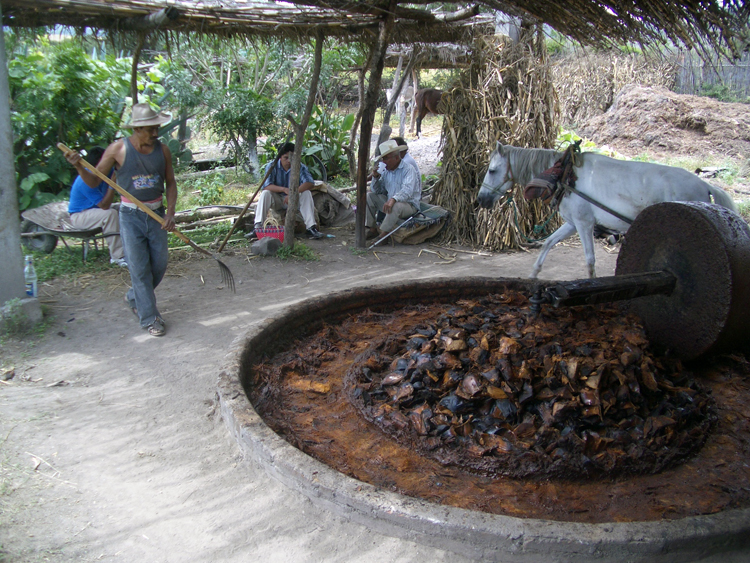
Procés d'elaboració del mescal